# 西敏公爵
西敏公爵（英語：Duke of Westminster）為一聯合王國貴族爵位，由維多利亞女皇於1874年授予第三代西敏侯爵休·格羅夫納。此爵位為迄今以來最後一個非授予英國皇室成員的公爵爵位。
第二、三、四和第五代公爵均是第一代公爵之孫。現任爵位持有人為休·格羅夫納，在2016年8月9日繼承爵位。他也是喬治王子之教父。
西敏公爵的府邸是位於柴郡的伊頓莊園和蘭開夏的阿比斯特德莊園。其家族在倫敦公園徑也曾持有格羅夫納大宅（現址為格羅夫納酒店）。

## 格羅夫納家族歷史
理查德·格羅夫納在1622年1月獲封為伊頓從男爵（英語：Baronet of Eaton）。第七代從男爵，理查德·格羅夫納，則在1761年獲加封為格羅夫納男爵（英語：Baron Grosvenor），並於1784年再獲喬治三世封為格羅夫納伯爵（英語：Earl Grosvenor）以及在柴郡貝爾格雷夫的貝爾格雷夫子爵（英語：Viscount Belgrave）。西敏侯爵（英語：Marquess of Westminster）此一爵位則是在1831年威廉四世登基時授予第二代格羅夫納伯爵羅伯特·格羅夫納。
西敏公爵所持有的次等爵位有：西敏侯爵（1831年獲封），格羅夫納伯爵（1784年獲封），在柴郡貝爾格雷夫的貝爾格雷夫子爵（1784年獲封）以及在柴郡伊頓的格羅夫納男爵（1761年獲封）。公爵爵位和侯爵爵位均屬於聯合王國貴族爵位，而其餘爵位則屬於大不列顛貴族爵位。公爵的禮遇頭銜為格羅夫納伯爵。

## 伊頓的格羅夫納從男爵（1622年）

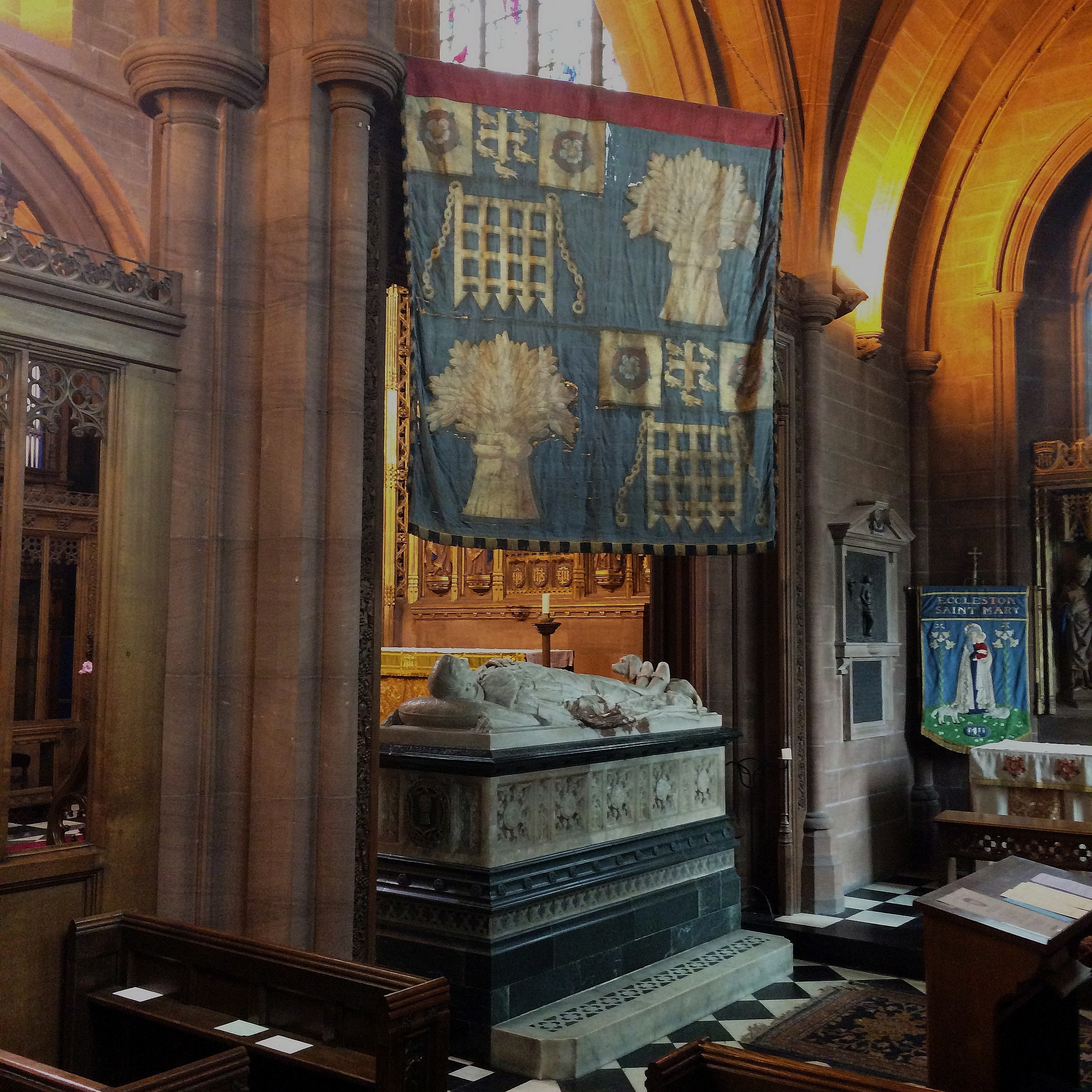
第一代西敏公爵的紀念碑和嘉德旗幟

- 第一代從男爵理查德·格羅夫納爵士（1584年—1645年）曾為下議院議員
- 第二代從男爵理查德·格羅夫納爵士（1604年—1664年）第一代從男爵之子
  - 羅傑·格羅夫納（約1628年—1661年）第二代從男爵之子，早逝
- 第三代從男爵托馬斯·格羅夫納爵士（1656年—1700年）羅傑之子
- 第四代從男爵理查德·格羅夫納爵士（1689年—1732年）第三代從男爵的長子，無嗣
- 第五代從男爵托馬斯·格羅夫納爵士（1693年—1733年）第三代從男爵的二子，未婚
- 第六代從男爵羅伯特·格羅夫納爵士（1695年—1755年）第三代從男爵的幼子
- 第七代從男爵理查德·格羅夫納爵士（1731年—1802年）（1761年獲封為格羅夫納男爵）

## 格羅夫納男爵（1761年）
| 由喬治三世冊封 | 由喬治三世冊封                    | 由喬治三世冊封 | 由喬治三世冊封 | 由喬治三世冊封           | 由喬治三世冊封 |
| #              | 姓名                              | 時期           | 婚姻           | 備注                     | 其他爵位       |
| -------------- | --------------------------------- | -------------- | -------------- | ------------------------ | -------------- |
| 1              | 理查德·格羅夫納 （1731年—1802年） | 1761年—1802年  | 亨利埃塔·弗農  | 其後獲加封為格羅夫納伯爵 |                |

## 格羅夫納伯爵（1784年）
| 由喬治三世冊封 | 由喬治三世冊封                    | 由喬治三世冊封 | 由喬治三世冊封 | 由喬治三世冊封                       | 由喬治三世冊封              |
| #              | 姓名                              | 時期           | 婚姻           | 備注                                 | 其他爵位                    |
| -------------- | --------------------------------- | -------------- | -------------- | ------------------------------------ | --------------------------- |
| 1              | 理查德·格羅夫納 （1731年—1802年） | 1784年—1802年  | 亨利埃塔·弗農  | 曾用格羅夫納男爵作為稱號             | 貝爾格雷夫子爵 格羅夫納男爵 |
| 2              | 羅伯特·格羅夫納 （1767年—1845年） | 1802年—1845年  | 埃莉諾·艾格頓  | 第一代伯爵之子，其後獲加封為西敏侯爵 | 貝爾格雷夫子爵 格羅夫納男爵 |

## 西敏侯爵（1831年）
| 由威廉四世冊封 | 由威廉四世冊封                    | 由威廉四世冊封 | 由威廉四世冊封              | 由威廉四世冊封                       | 由威廉四世冊封                           |
| #              | 姓名                              | 時期           | 婚姻                        | 備注                                 | 其他爵位                                 |
| -------------- | --------------------------------- | -------------- | --------------------------- | ------------------------------------ | ---------------------------------------- |
| 1              | 羅伯特·格羅夫納 （1767年—1845年） | 1831年—1845年  | 埃莉諾·艾格頓               | 曾用格羅夫納伯爵作為稱號             | 格羅夫納伯爵 貝爾格雷夫子爵 格羅夫納男爵 |
| 2              | 理查德·格羅夫納 (1795年—1869年）  | 1845年—1869年  | 伊麗莎白·萊韋森-高爾        | 第一代侯爵之子                       | 格羅夫納伯爵 貝爾格雷夫子爵 格羅夫納男爵 |
| 3              | 休·格羅夫納 （1825年—1899年）     | 1869年—1899年  | 康士坦絲·薩瑟蘭-萊韋森-高爾 | 第二代侯爵之子，其後獲加封為西敏公爵 | 格羅夫納伯爵 貝爾格雷夫子爵 格羅夫納男爵 |

## 西敏公爵（1874年）

西敏公爵身穿的騎師綵衣

| 由維多利亞女皇冊封 | 由維多利亞女皇冊封                | 由維多利亞女皇冊封 | 由維多利亞女皇冊封                                                 | 由維多利亞女皇冊封   | 由維多利亞女皇冊封                                |
| #                  | 姓名                              | 時期               | 婚姻                                                               | 備注                 | 其他爵位                                          |
| ------------------ | --------------------------------- | ------------------ | ------------------------------------------------------------------ | -------------------- | ------------------------------------------------- |
| 1                  | 休·格羅夫納 （1825年—1899年）     | 1874年—1899年      | 康士坦絲·薩瑟蘭-萊韋森-高爾 凱瑟琳·卡文迪什                        | 曾用西敏侯爵作為稱號 | 西敏侯爵 格羅夫納伯爵 貝爾格雷夫子爵 格羅夫納男爵 |
| 2                  | 休·格羅夫納 （1879年—1953年）     | 1899年—1953年      | 康士坦絲·康沃利斯-韋斯特 維爾蕾特·納爾遜 莉莉亞·龐森比 安妮·薩利文 | 第一代公爵之孫       | 西敏侯爵 格羅夫納伯爵 貝爾格雷夫子爵 格羅夫納男爵 |
| 3                  | 休·格羅夫納 （1894年—1963年）     | 1953年—1963年      | 未婚                                                               | 第二代公爵之堂弟     | 西敏侯爵 格羅夫納伯爵 貝爾格雷夫子爵 格羅夫納男爵 |
| 4                  | 傑拉德·格羅夫納 （1907年—1967年） | 1963年—1967年      | 莎莉·佩里                                                          | 第三代公爵之堂弟     | 西敏侯爵 格羅夫納伯爵 貝爾格雷夫子爵 格羅夫納男爵 |
| 5                  | 羅伯特·格羅夫納 （1910年—1979年） | 1967年—1979年      | 維爾蕾特·利特爾頓                                                  | 第四代公爵之弟       | 西敏侯爵 格羅夫納伯爵 貝爾格雷夫子爵 格羅夫納男爵 |
| 6                  | 傑拉德·格羅夫納 （1951年—2016年） | 1979年—2016年      | 娜塔莉亞·菲利普斯                                                  | 第五代公爵之子       | 西敏侯爵 格羅夫納伯爵 貝爾格雷夫子爵 格羅夫納男爵 |
| 7                  | 休·格羅夫納 （1991年—）           | 2016年起           | 奧莉薇亞·漢森                                                      | 第六代公爵之子       | 西敏侯爵 格羅夫納伯爵 貝爾格雷夫子爵 格羅夫納男爵 |

## 紋章
|  | 冠冕公爵冠冕 飾章一金色獵犬站立 盾紋四等分——第一和第四分區：藍底，一金色帶鏈吊閘，分區盾頂左右處為金底，各置一都鐸玫瑰，分區盾中則為宣信者愛德華之紋章（西敏市）；第二和第三分區：藍底，一捆金色小麥（格羅夫納）。 扶盾者左右均爲一金色獵犬：後顧，頸戴藍色頸圈。 銘言VIRTUS NON STEMMA |

## 繼承順序
- 第一代西敏公爵休·格羅夫納（1825年—1899年）
  - 格羅夫納伯爵維克托·格羅夫納（1853年—1884年）
    -  第二代西敏公爵休·格羅夫納（1879年—1953年）
      - 格羅夫納伯爵愛德華·格羅夫納（1904年—1909年）

  - 阿瑟·格羅夫納勳爵（1860年—1929年）
    - 羅伯特·格羅夫納（英语：Robert Grosvenor (aviator)）（1895年—1953年）
      - 休·格羅夫納（1927年—1947年）

  - 亨利·格羅夫納勳爵（1861年—1914年）
    -  第三代西敏公爵威廉·格羅夫納（1894年—1963年）

  - 羅伯特·格羅夫納勳爵（1869年—1888年）
  - 傑拉德·格羅夫納勳爵（1874年—1940年）
  - 傑拉德·格羅夫納勳爵（英语：Lord Hugh Grosvenor）（1884年—1914年）
    -  第四代西敏公爵傑拉德·格羅夫納（1907年—1967年）
    -  第五代西敏公爵羅伯特·格羅夫納（1910年—1979年）
      -  第六代西敏公爵傑拉德·格羅夫納（1951年—2016年）
        -  第七代西敏公爵休·格羅夫納（生於1991年）

  - 愛德華·格羅夫納勳爵（英语：Edward Arthur Grosvenor）（1892年—1929年）

西敏公爵此爵位現並無法定繼承人，而西敏侯爵的推定繼承人則為威爾頓伯爵。

## 家族譜系圖
| 格羅夫納男爵，1761年 格羅夫納伯爵，1784年                                                 |                                                          |                                                          |                                                          |                                                          |                                                          |                                                               |                                                               |                                                               |                                                               |                                                               |                                                               |                                                |                                                |                                                              |                                                              |                                                              |                                                              |                                                              |                                                              |                                                     |                                                     |                                        |                                        |                                                           |                                                       |                                                       |                                                       |                                                                    |                                                                    |                                                                    |                                                                    |                                                                    |                                                                    |  |  |  |  |  |  |  |  |  |  |  |  |  |  |  |  |  |  |  |  |
| 第七代從男爵理查德·格羅夫納爵士 第一代格羅夫納男爵及 第一代格羅夫納伯爵 （1731年—1802年） |                                                          |                                                          |                                                          |                                                          |                                                          |                                                               |                                                               |                                                               |                                                               |                                                               |                                                               |                                                |                                                |                                                              |                                                              |                                                              |                                                              |                                                              |                                                              |                                                     |                                                     |                                        |                                        |                                                           |                                                       |                                                       |                                                       |                                                                    |                                                                    |                                                                    |                                                                    |                                                                    |                                                                    |  |  |  |  |  |  |  |  |  |  |  |  |  |  |  |  |  |  |  |  |
|                                                                                           |                                                          |                                                          |                                                          |                                                          |                                                          |                                                               |                                                               |                                                               |                                                               |                                                               |                                                               |                                                |                                                |                                                              |                                                              |                                                              |                                                              |                                                              |                                                              |                                                     |                                                     |                                        |                                        |                                                           |                                                       |                                                       |                                                       |                                                                    |                                                                    |                                                                    |                                                                    |                                                                    |                                                                    |  |  |  |  |  |  |  |  |  |  |  |  |  |  |  |  |  |  |  |  |
| 西敏侯爵，1831年                                                                          |                                                          |                                                          |                                                          |                                                          |                                                          |                                                               |                                                               |                                                               |                                                               |                                                               |                                                               |                                                |                                                |                                                              |                                                              |                                                              |                                                              |                                                              |                                                              |                                                     |                                                     |                                        |                                        |                                                           |                                                       |                                                       |                                                       |                                                                    |                                                                    |                                                                    |                                                                    |                                                                    |                                                                    |  |  |  |  |  |  |  |  |  |  |  |  |  |  |  |  |  |  |  |  |
| 羅伯特·格羅夫納 第二代格羅夫納伯爵及 第一代西敏侯爵 （1767年—1845年）                     |                                                          |                                                          |                                                          |                                                          |                                                          |                                                               |                                                               |                                                               |                                                               |                                                               |                                                               |                                                |                                                |                                                              |                                                              |                                                              |                                                              |                                                              |                                                              |                                                     |                                                     |                                        |                                        |                                                           |                                                       |                                                       |                                                       |                                                                    |                                                                    |                                                                    |                                                                    |                                                                    |                                                                    |  |  |  |  |  |  |  |  |  |  |  |  |  |  |  |  |  |  |  |  |
|                                                                                           |                                                          |                                                          |                                                          |                                                          |                                                          |                                                               |                                                               |                                                               |                                                               |                                                               |                                                               |                                                |                                                |                                                              |                                                              |                                                              |                                                              |                                                              |                                                              |                                                     |                                                     |                                        |                                        |                                                           |                                                       |                                                       |                                                       |                                                                    |                                                                    |                                                                    |                                                                    |                                                                    |                                                                    |  |  |  |  |  |  |  |  |  |  |  |  |  |  |  |  |  |  |  |  |
|                                                                                           |                                                          |                                                          |                                                          |                                                          |                                                          |                                                               |                                                               |                                                               |                                                               |                                                               |                                                               |                                                |                                                |                                                              |                                                              |                                                              |                                                              |                                                              |                                                              |                                                     |                                                     |                                        |                                        |                                                           |                                                       |                                                       |                                                       |                                                                    |                                                                    |                                                                    |                                                                    |                                                                    |                                                                    |  |  |  |  |  |  |  |  |  |  |  |  |  |  |  |  |  |  |  |  |
|                                                                                           |                                                          |                                                          |                                                          |                                                          |                                                          |                                                               |                                                               | 威爾頓伯爵                                                    | 威爾頓伯爵                                                    | 威爾頓伯爵                                                    | 威爾頓伯爵                                                    | 威爾頓伯爵                                     | 威爾頓伯爵                                     |                                                              |                                                              | 伊伯里男爵                                                   | 伊伯里男爵                                                   | 伊伯里男爵                                                   | 伊伯里男爵                                                   | 伊伯里男爵                                          | 伊伯里男爵                                          |                                        |                                        |                                                           |                                                       |                                                       |                                                       |                                                                    |                                                                    |                                                                    |                                                                    |                                                                    |                                                                    |  |  |  |  |  |  |  |  |  |  |  |  |  |  |  |  |  |  |  |  |
| 理查德·格羅夫納 第二代西敏侯爵 （1795年—1869年）                                          | 理查德·格羅夫納 第二代西敏侯爵 （1795年—1869年）         | 理查德·格羅夫納 第二代西敏侯爵 （1795年—1869年）         | 理查德·格羅夫納 第二代西敏侯爵 （1795年—1869年）         | 理查德·格羅夫納 第二代西敏侯爵 （1795年—1869年）         | 理查德·格羅夫納 第二代西敏侯爵 （1795年—1869年）         |                                                               |                                                               | 威爾頓伯爵                                                    | 威爾頓伯爵                                                    | 威爾頓伯爵                                                    | 威爾頓伯爵                                                    | 威爾頓伯爵                                     | 威爾頓伯爵                                     | 托馬斯·格羅夫納（艾格頓） 第二代威爾頓伯爵 （1799年—1882年） | 托馬斯·格羅夫納（艾格頓） 第二代威爾頓伯爵 （1799年—1882年） | 托馬斯·格羅夫納（艾格頓） 第二代威爾頓伯爵 （1799年—1882年） | 托馬斯·格羅夫納（艾格頓） 第二代威爾頓伯爵 （1799年—1882年） | 托馬斯·格羅夫納（艾格頓） 第二代威爾頓伯爵 （1799年—1882年） | 托馬斯·格羅夫納（艾格頓） 第二代威爾頓伯爵 （1799年—1882年） | 伊伯里男爵                                          | 伊伯里男爵                                          |                                        |                                        | 羅伯特·格羅夫納 第一代伊伯里男爵 （1801年—1893年）        | 羅伯特·格羅夫納 第一代伊伯里男爵 （1801年—1893年）    | 羅伯特·格羅夫納 第一代伊伯里男爵 （1801年—1893年）    | 羅伯特·格羅夫納 第一代伊伯里男爵 （1801年—1893年）    | 羅伯特·格羅夫納 第一代伊伯里男爵 （1801年—1893年）                 | 羅伯特·格羅夫納 第一代伊伯里男爵 （1801年—1893年）                 |                                                                    |                                                                    |                                                                    |                                                                    |  |  |  |  |  |  |  |  |  |  |  |  |  |  |  |  |  |  |  |  |
| 理查德·格羅夫納 第二代西敏侯爵 （1795年—1869年）                                          | 理查德·格羅夫納 第二代西敏侯爵 （1795年—1869年）         | 理查德·格羅夫納 第二代西敏侯爵 （1795年—1869年）         | 理查德·格羅夫納 第二代西敏侯爵 （1795年—1869年）         | 理查德·格羅夫納 第二代西敏侯爵 （1795年—1869年）         | 理查德·格羅夫納 第二代西敏侯爵 （1795年—1869年）         |                                                               |                                                               |                                                               |                                                               |                                                               |                                                               |                                                |                                                | 托馬斯·格羅夫納（艾格頓） 第二代威爾頓伯爵 （1799年—1882年） | 托馬斯·格羅夫納（艾格頓） 第二代威爾頓伯爵 （1799年—1882年） | 托馬斯·格羅夫納（艾格頓） 第二代威爾頓伯爵 （1799年—1882年） | 托馬斯·格羅夫納（艾格頓） 第二代威爾頓伯爵 （1799年—1882年） | 托馬斯·格羅夫納（艾格頓） 第二代威爾頓伯爵 （1799年—1882年） | 托馬斯·格羅夫納（艾格頓） 第二代威爾頓伯爵 （1799年—1882年） |                                                     |                                                     |                                        |                                        | 羅伯特·格羅夫納 第一代伊伯里男爵 （1801年—1893年）        | 羅伯特·格羅夫納 第一代伊伯里男爵 （1801年—1893年）    | 羅伯特·格羅夫納 第一代伊伯里男爵 （1801年—1893年）    | 羅伯特·格羅夫納 第一代伊伯里男爵 （1801年—1893年）    | 羅伯特·格羅夫納 第一代伊伯里男爵 （1801年—1893年）                 | 羅伯特·格羅夫納 第一代伊伯里男爵 （1801年—1893年）                 |                                                                    |                                                                    |                                                                    |                                                                    |  |  |  |  |  |  |  |  |  |  |  |  |  |  |  |  |  |  |  |  |
|                                                                                           |                                                          |                                                          |                                                          |                                                          |                                                          |                                                               |                                                               |                                                               |                                                               |                                                               |                                                               |                                                |                                                |                                                              |                                                              |                                                              |                                                              |                                                              |                                                              |                                                     |                                                     |                                        |                                        |                                                           |                                                       |                                                       |                                                       |                                                                    |                                                                    |                                                                    |                                                                    |                                                                    |                                                                    |  |  |  |  |  |  |  |  |  |  |  |  |  |  |  |  |  |  |  |  |
| 西敏公爵，1874年                                                                          | 西敏公爵，1874年                                         | 西敏公爵，1874年                                         | 西敏公爵，1874年                                         | 西敏公爵，1874年                                         | 西敏公爵，1874年                                         |                                                               |                                                               |                                                               |                                                               |                                                               |                                                               |                                                |                                                |                                                              |                                                              | 斯托爾布里奇男爵                                             | 斯托爾布里奇男爵                                             | 斯托爾布里奇男爵                                             | 斯托爾布里奇男爵                                             | 斯托爾布里奇男爵                                    | 斯托爾布里奇男爵                                    |                                        |                                        |                                                           |                                                       |                                                       |                                                       |                                                                    |                                                                    |                                                                    |                                                                    |                                                                    |                                                                    |  |  |  |  |  |  |  |  |  |  |  |  |  |  |  |  |  |  |  |  |
| 西敏公爵，1874年                                                                          | 西敏公爵，1874年                                         | 西敏公爵，1874年                                         | 西敏公爵，1874年                                         | 西敏公爵，1874年                                         | 西敏公爵，1874年                                         | 休·格羅夫納 第三代西敏侯爵及 第一代西敏公爵 （1825年—1899年） | 休·格羅夫納 第三代西敏侯爵及 第一代西敏公爵 （1825年—1899年） | 休·格羅夫納 第三代西敏侯爵及 第一代西敏公爵 （1825年—1899年） | 休·格羅夫納 第三代西敏侯爵及 第一代西敏公爵 （1825年—1899年） | 休·格羅夫納 第三代西敏侯爵及 第一代西敏公爵 （1825年—1899年） | 休·格羅夫納 第三代西敏侯爵及 第一代西敏公爵 （1825年—1899年） |                                                |                                                |                                                              |                                                              | 斯托爾布里奇男爵                                             | 斯托爾布里奇男爵                                             | 斯托爾布里奇男爵                                             | 斯托爾布里奇男爵                                             | 斯托爾布里奇男爵                                    | 斯托爾布里奇男爵                                    |                                        |                                        |                                                           |                                                       |                                                       |                                                       | 理查德·德·阿奎拉·格羅夫納 第一代斯托爾布里奇男爵 （1837年—1912年） | 理查德·德·阿奎拉·格羅夫納 第一代斯托爾布里奇男爵 （1837年—1912年） | 理查德·德·阿奎拉·格羅夫納 第一代斯托爾布里奇男爵 （1837年—1912年） | 理查德·德·阿奎拉·格羅夫納 第一代斯托爾布里奇男爵 （1837年—1912年） | 理查德·德·阿奎拉·格羅夫納 第一代斯托爾布里奇男爵 （1837年—1912年） | 理查德·德·阿奎拉·格羅夫納 第一代斯托爾布里奇男爵 （1837年—1912年） |  |  |  |  |  |  |  |  |  |  |  |  |  |  |  |  |  |  |  |  |
|                                                                                           |                                                          |                                                          |                                                          |                                                          |                                                          | 休·格羅夫納 第三代西敏侯爵及 第一代西敏公爵 （1825年—1899年） | 休·格羅夫納 第三代西敏侯爵及 第一代西敏公爵 （1825年—1899年） | 休·格羅夫納 第三代西敏侯爵及 第一代西敏公爵 （1825年—1899年） | 休·格羅夫納 第三代西敏侯爵及 第一代西敏公爵 （1825年—1899年） | 休·格羅夫納 第三代西敏侯爵及 第一代西敏公爵 （1825年—1899年） | 休·格羅夫納 第三代西敏侯爵及 第一代西敏公爵 （1825年—1899年） |                                                |                                                |                                                              |                                                              |                                                              |                                                              |                                                              |                                                              |                                                     |                                                     |                                        |                                        |                                                           |                                                       |                                                       |                                                       | 理查德·德·阿奎拉·格羅夫納 第一代斯托爾布里奇男爵 （1837年—1912年） | 理查德·德·阿奎拉·格羅夫納 第一代斯托爾布里奇男爵 （1837年—1912年） | 理查德·德·阿奎拉·格羅夫納 第一代斯托爾布里奇男爵 （1837年—1912年） | 理查德·德·阿奎拉·格羅夫納 第一代斯托爾布里奇男爵 （1837年—1912年） | 理查德·德·阿奎拉·格羅夫納 第一代斯托爾布里奇男爵 （1837年—1912年） | 理查德·德·阿奎拉·格羅夫納 第一代斯托爾布里奇男爵 （1837年—1912年） |  |  |  |  |  |  |  |  |  |  |  |  |  |  |  |  |  |  |  |  |
|                                                                                           |                                                          |                                                          |                                                          |                                                          |                                                          |                                                               |                                                               |                                                               |                                                               |                                                               |                                                               |                                                |                                                |                                                              |                                                              |                                                              |                                                              |                                                              |                                                              |                                                     |                                                     |                                        |                                        |                                                           |                                                       |                                                       |                                                       |                                                                    |                                                                    |                                                                    |                                                                    |                                                                    |                                                                    |  |  |  |  |  |  |  |  |  |  |  |  |  |  |  |  |  |  |  |  |
| 維克托·亞歷山大·格羅夫納 格羅夫納伯爵 （1853年—1884年）                                   | 維克托·亞歷山大·格羅夫納 格羅夫納伯爵 （1853年—1884年）  | 維克托·亞歷山大·格羅夫納 格羅夫納伯爵 （1853年—1884年）  | 維克托·亞歷山大·格羅夫納 格羅夫納伯爵 （1853年—1884年）  | 維克托·亞歷山大·格羅夫納 格羅夫納伯爵 （1853年—1884年）  | 維克托·亞歷山大·格羅夫納 格羅夫納伯爵 （1853年—1884年）  |                                                               |                                                               | 亨利·喬治·格羅夫納勳爵 （1861年—1914年）                      | 亨利·喬治·格羅夫納勳爵 （1861年—1914年）                      | 亨利·喬治·格羅夫納勳爵 （1861年—1914年）                      | 亨利·喬治·格羅夫納勳爵 （1861年—1914年）                      | 亨利·喬治·格羅夫納勳爵 （1861年—1914年）       | 亨利·喬治·格羅夫納勳爵 （1861年—1914年）       |                                                              |                                                              |                                                              |                                                              |                                                              |                                                              | 休·威廉·格羅夫納勳爵 （1884年—1914年）              | 休·威廉·格羅夫納勳爵 （1884年—1914年）              | 休·威廉·格羅夫納勳爵 （1884年—1914年） | 休·威廉·格羅夫納勳爵 （1884年—1914年） | 休·威廉·格羅夫納勳爵 （1884年—1914年）                    | 休·威廉·格羅夫納勳爵 （1884年—1914年）                |                                                       |                                                       |                                                                    |                                                                    |                                                                    |                                                                    |                                                                    |                                                                    |  |  |  |  |  |  |  |  |  |  |  |  |  |  |  |  |  |  |  |  |
| 維克托·亞歷山大·格羅夫納 格羅夫納伯爵 （1853年—1884年）                                   | 維克托·亞歷山大·格羅夫納 格羅夫納伯爵 （1853年—1884年）  | 維克托·亞歷山大·格羅夫納 格羅夫納伯爵 （1853年—1884年）  | 維克托·亞歷山大·格羅夫納 格羅夫納伯爵 （1853年—1884年）  | 維克托·亞歷山大·格羅夫納 格羅夫納伯爵 （1853年—1884年）  | 維克托·亞歷山大·格羅夫納 格羅夫納伯爵 （1853年—1884年）  |                                                               |                                                               | 亨利·喬治·格羅夫納勳爵 （1861年—1914年）                      | 亨利·喬治·格羅夫納勳爵 （1861年—1914年）                      | 亨利·喬治·格羅夫納勳爵 （1861年—1914年）                      | 亨利·喬治·格羅夫納勳爵 （1861年—1914年）                      | 亨利·喬治·格羅夫納勳爵 （1861年—1914年）       | 亨利·喬治·格羅夫納勳爵 （1861年—1914年）       |                                                              |                                                              |                                                              |                                                              |                                                              |                                                              | 休·威廉·格羅夫納勳爵 （1884年—1914年）              | 休·威廉·格羅夫納勳爵 （1884年—1914年）              | 休·威廉·格羅夫納勳爵 （1884年—1914年） | 休·威廉·格羅夫納勳爵 （1884年—1914年） | 休·威廉·格羅夫納勳爵 （1884年—1914年）                    | 休·威廉·格羅夫納勳爵 （1884年—1914年）                |                                                       |                                                       |                                                                    |                                                                    |                                                                    |                                                                    |                                                                    |                                                                    |  |  |  |  |  |  |  |  |  |  |  |  |  |  |  |  |  |  |  |  |
|                                                                                           |                                                          |                                                          |                                                          |                                                          |                                                          |                                                               |                                                               |                                                               |                                                               |                                                               |                                                               |                                                |                                                |                                                              |                                                              |                                                              |                                                              |                                                              |                                                              |                                                     |                                                     |                                        |                                        |                                                           |                                                       |                                                       |                                                       |                                                                    |                                                                    |                                                                    |                                                                    |                                                                    |                                                                    |  |  |  |  |  |  |  |  |  |  |  |  |  |  |  |  |  |  |  |  |
| 休·理查德·亞瑟·格羅夫納 第二代西敏公爵 （1879年—1953年）                                  | 休·理查德·亞瑟·格羅夫納 第二代西敏公爵 （1879年—1953年） | 休·理查德·亞瑟·格羅夫納 第二代西敏公爵 （1879年—1953年） | 休·理查德·亞瑟·格羅夫納 第二代西敏公爵 （1879年—1953年） | 休·理查德·亞瑟·格羅夫納 第二代西敏公爵 （1879年—1953年） | 休·理查德·亞瑟·格羅夫納 第二代西敏公爵 （1879年—1953年） |                                                               |                                                               | 威廉·格羅夫納 第三代西敏公爵 （1894年—1963年）                | 威廉·格羅夫納 第三代西敏公爵 （1894年—1963年）                | 威廉·格羅夫納 第三代西敏公爵 （1894年—1963年）                | 威廉·格羅夫納 第三代西敏公爵 （1894年—1963年）                | 威廉·格羅夫納 第三代西敏公爵 （1894年—1963年） | 威廉·格羅夫納 第三代西敏公爵 （1894年—1963年） |                                                              |                                                              | 傑拉德·休·格羅夫納 第四代西敏公爵 （1907年—1967年）          | 傑拉德·休·格羅夫納 第四代西敏公爵 （1907年—1967年）          | 傑拉德·休·格羅夫納 第四代西敏公爵 （1907年—1967年）          | 傑拉德·休·格羅夫納 第四代西敏公爵 （1907年—1967年）          | 傑拉德·休·格羅夫納 第四代西敏公爵 （1907年—1967年） | 傑拉德·休·格羅夫納 第四代西敏公爵 （1907年—1967年） |                                        |                                        | 羅伯特·喬治·格羅夫納 第五代西敏公爵 （1910年—1979年）     | 羅伯特·喬治·格羅夫納 第五代西敏公爵 （1910年—1979年） | 羅伯特·喬治·格羅夫納 第五代西敏公爵 （1910年—1979年） | 羅伯特·喬治·格羅夫納 第五代西敏公爵 （1910年—1979年） | 羅伯特·喬治·格羅夫納 第五代西敏公爵 （1910年—1979年）              | 羅伯特·喬治·格羅夫納 第五代西敏公爵 （1910年—1979年）              |                                                                    |                                                                    |                                                                    |                                                                    |  |  |  |  |  |  |  |  |  |  |  |  |  |  |  |  |  |  |  |  |
| 休·理查德·亞瑟·格羅夫納 第二代西敏公爵 （1879年—1953年）                                  | 休·理查德·亞瑟·格羅夫納 第二代西敏公爵 （1879年—1953年） | 休·理查德·亞瑟·格羅夫納 第二代西敏公爵 （1879年—1953年） | 休·理查德·亞瑟·格羅夫納 第二代西敏公爵 （1879年—1953年） | 休·理查德·亞瑟·格羅夫納 第二代西敏公爵 （1879年—1953年） | 休·理查德·亞瑟·格羅夫納 第二代西敏公爵 （1879年—1953年） |                                                               |                                                               | 威廉·格羅夫納 第三代西敏公爵 （1894年—1963年）                | 威廉·格羅夫納 第三代西敏公爵 （1894年—1963年）                | 威廉·格羅夫納 第三代西敏公爵 （1894年—1963年）                | 威廉·格羅夫納 第三代西敏公爵 （1894年—1963年）                | 威廉·格羅夫納 第三代西敏公爵 （1894年—1963年） | 威廉·格羅夫納 第三代西敏公爵 （1894年—1963年） |                                                              |                                                              | 傑拉德·休·格羅夫納 第四代西敏公爵 （1907年—1967年）          | 傑拉德·休·格羅夫納 第四代西敏公爵 （1907年—1967年）          | 傑拉德·休·格羅夫納 第四代西敏公爵 （1907年—1967年）          | 傑拉德·休·格羅夫納 第四代西敏公爵 （1907年—1967年）          | 傑拉德·休·格羅夫納 第四代西敏公爵 （1907年—1967年） | 傑拉德·休·格羅夫納 第四代西敏公爵 （1907年—1967年） |                                        |                                        | 羅伯特·喬治·格羅夫納 第五代西敏公爵 （1910年—1979年）     | 羅伯特·喬治·格羅夫納 第五代西敏公爵 （1910年—1979年） | 羅伯特·喬治·格羅夫納 第五代西敏公爵 （1910年—1979年） | 羅伯特·喬治·格羅夫納 第五代西敏公爵 （1910年—1979年） | 羅伯特·喬治·格羅夫納 第五代西敏公爵 （1910年—1979年）              | 羅伯特·喬治·格羅夫納 第五代西敏公爵 （1910年—1979年）              |                                                                    |                                                                    |                                                                    |                                                                    |  |  |  |  |  |  |  |  |  |  |  |  |  |  |  |  |  |  |  |  |
|                                                                                           |                                                          |                                                          |                                                          |                                                          |                                                          |                                                               |                                                               |                                                               |                                                               |                                                               |                                                               |                                                |                                                |                                                              |                                                              |                                                              |                                                              |                                                              |                                                              |                                                     |                                                     |                                        |                                        | 傑拉德·卡文迪許·格羅夫納 第六代西敏公爵 （1951年—2016年） |                                                       |                                                       |                                                       |                                                                    |                                                                    |                                                                    |                                                                    |                                                                    |                                                                    |  |  |  |  |  |  |  |  |  |  |  |  |  |  |  |  |  |  |  |  |
|                                                                                           |                                                          |                                                          |                                                          |                                                          |                                                          |                                                               |                                                               |                                                               |                                                               |                                                               |                                                               |                                                |                                                |                                                              |                                                              |                                                              |                                                              |                                                              |                                                              |                                                     |                                                     |                                        |                                        |                                                           |                                                       |                                                       |                                                       |                                                                    |                                                                    |                                                                    |                                                                    |                                                                    |                                                                    |  |  |  |  |  |  |  |  |  |  |  |  |  |  |  |  |  |  |  |  |
|                                                                                           |                                                          |                                                          |                                                          |                                                          |                                                          |                                                               |                                                               |                                                               |                                                               |                                                               |                                                               |                                                |                                                |                                                              |                                                              |                                                              |                                                              |                                                              |                                                              |                                                     |                                                     |                                        |                                        | 休·理查德·路易斯·格羅夫納 第七代西敏公爵 (1991年生)       |                                                       |                                                       |                                                       |                                                                    |                                                                    |                                                                    |                                                                    |                                                                    |                                                                    |  |  |  |  |  |  |  |  |  |  |  |  |  |  |  |  |  |  |  |  |

## 外部連結
- An Online Gotha – Westminster （页面存档备份，存于）